# Kefka Palazzo
Kefka Palazzo (ケフカ・パラッツォ Kefuka Parattso, romanizado como Cefca Palazzo na versão japonesa) é um personagem da série Final Fantasy de videogames. Originalmente projetado por Yoshitaka Amano, ele aparece na 6ª edição da série - Final Fantasy VI. Introduzido pela primeira vez como o bobo da corte e general do exército sob o Imperador Gestahl, durante todo o jogo, ele se revela um psicopata niilista após colocar em movimento os eventos que levam ao Apocalipse e se pronunciar como o Deus da Magia. A partir desse ponto ele age como o principal antagonista do jogo.
Ele também está presente na série de jogos de luta Dissidia Final Fantasy, onde ele é dublado por Shigeru Chiba (Dave Wittenberg em inglês). Além dessas aparições, ele aparece no Theatrhythm Final Fantasy, no Final Fantasy Artniks, no Final Fantasy XIV e no Final Fantasy All The Bravest como um personagem chefe inimigo.
Kefka foi classificado como um dos mais memoráveis e mais malvados vilões de videogames já criados, com críticos e fãs notando seu intenso ódio e riso maníaco como características definidoras. Ele também foi comparado ao Coringa do universo Batman.

## Atributos

### Design de personagem
A aparência de Kefka foi projetada por Yoshitaka Amano, que recebeu total liberdade criativa em Final Fantasy VI, com apenas breves esboços de caráter como diretrizes. Sua abordagem era criar personagens "reais" e "vivos", embora com a consideração da representação como pequenos sprites de computador. Kefka é bem conhecido por seu traje de palhaço, que foi comparado ao Coringa do universo Batman. Seu vestido foi descrito como "berrante", com "maquiagem manchada em seu rosto" e "um riso estridente e juvenil" que se pensa "pontuar sua loucura". Em Dissidia: Final Fantasy, ele também usou maquiagem labial de um jeito que lembrava um sorriso de Glasgow.

### Personalidade
Dado apenas a obra de arte e esboço para trabalhar durante a produção, o escritor Yoshinori Kitase sentiu que uma das primeiras cenas da abordagem de Kefka de um castelo era "chata demais para tornar completamente normal" e decidiu improvisar uma cena em que ele pede que seus soldados acompanhantes tire a poeira de suas botas no meio de um deserto. A cena deu o tom de sua personalidade a partir de então, sugerindo que "pode haver um parafuso ou dois faltando na cabeça deste personagem". Ele tem sido descrito como "poderoso" e "manipulador", embora esteja se aposentando quando confrontado por oposição e até mesmo chamou um covarde por delegar sua autoridade. Ele também é conhecido por seu tom sarcástico. Como o poder de Kefka cresce, seu niilismo e loucura crescem em conjunto e quando ele atinge poderes divinos, ele anseia pela destruição de toda a vida, expressa sua aversão a tudo que existe, cantando a palavra "ódio" para seus inimigos. Ele também é muito sádico, divertindo-se com a própria ideia de pessoas morrendo e gritando. Isso é especialmente evidente quando ele envenena Doma, bem como a sua admissão antes de confrontar os Restoradores pela última vez, de que ele gosta de destruir as coisas precisamente porque vidas preciosas são perdidas no processo. Em sua aparição em Dissidia, a insanidade de Kefka é mais explorada, sugerindo que suas ações resultam do desejo de encher seu coração de destruição quando o amor não conseguiu dar sentido à sua vida. Final Fantasy VI apresenta uma música chamada "Kefka", que exemplifica a "alegria sádica" do personagem. Seu riso foi chamado o maior riso de videogames de todos os tempos.

## Aparições

### Final Fantasy VI
Kefka aparece como um general sob o principal antagonista do jogo, o Imperador Gestahl, servindo como seu mago da corte. Antes do início do jogo, ele foi o primeiro humano a ser experimentalmente infundido com a magia "Magitek", que lhe deu a habilidade de usar magia, embora o processo imperfeito tenha distorcido sua mente e o tenha transformado no psicopata niilista, ele está no decorrer do jogo. Durante a primeira metade do jogo, Kefka lidera a investida da cidade-estado de Vector para conquistar o mundo, um reino de cada vez, usando suas armas mágicas. Kefka mentalmente escraviza Terra e a usa para liderar um ataque à cidade de Narshe para reivindicar o esper congelado Tritoch. Quando ela foge do controle imperial, ele persegue Terra para o reino de Figaro, incendiando o castelo enquanto ela, Locke e o rei Edgar fogem.
Durante um cerco ao reino de Doma, Kefka fica impaciente com o companheiro do general imperial Leo e envenena a água potável no castelo de Doma, resultando em baixas em massa e uma rápida vitória do Império. Após a aliança de Espers e revolucionários invadir e destruir Vector, Gestahl finge tristeza pelos males do Império, e para ganhar a confiança dos protagonistas, Gestahl tem Kefka preso, citando o envenenamento de Doma. Kefka mais tarde vai para a aldeia de Thamasa para matar os espers reunidos lá, matando Leo quando ele tenta intervir. Usando o poder dos espers, Kefka ajuda Gestahl a levantar o planeta natal dos espers e criar o Continente Flutuante, onde eles pretendem despertar três entidades conhecidas como a Tríade da Guerra. Ao ser confrontado pelos protagonistas, Gestahl os congela, exceto pela ex-general imperial Celes, a quem ele ordena que mate seus amigos para mostrar sua lealdade ao Império. Ela, em vez disso, esfaqueia Kefka, que fica furioso. Kefka e o Imperador discutem em que medida eles exercerão o poder da tríade - o Imperador adotando uma abordagem mais conservadora, já que ele só quer poder suficiente para governar o mundo, enquanto Kefka quer liberar a Guerra da Tríade potencialmente. O Imperador tenta e não consegue matar Kefka, que retalia fazendo com que a Tríade Combatente atinja Gestahl e, sem cerimônias, o levante do Continente Flutuante até sua morte. Kefka então desequilibra as estátuas da Tríade Combatente, liberando energia mágica bruta suficiente para remodelar a face do planeta e provocar o segundo ato do jogo.
Imbuído com o poder das estátuas, Kefka se torna o deus do mundo arruinado que ele criou, usando as estátuas para forjar uma enorme torre de destroços aleatórios para servir como seu quartel-general. Kefka fere os milhões que se recusam a adorá-lo com sua "Luz do Julgamento", um feixe de luz incineradora capaz de cortar fissuras na superfície do planeta, embora ele implique antes de lutar contra os Retornadores que ele usou amplamente a Luz do Julgamento, todos para sua própria diversão, independentemente se eles o adoraram ou não. Confrontado pelos protagonistas na conclusão do jogo, Kefka revela suas motivações niilistas: quando os protagonistas rejeitam suas afirmações, Kefka fica louco e proclama seu desejo de erradicar tudo. Após a derrota de seus lacaios, Kefka revela sua forma divina e, depois de proferir uma visão niilista final da vida, sonhos e esperança, ataca os protagonistas antes que ele seja finalmente morto, fazendo com que o poder da magia desapareça.

### Outros jogos

#### Dissidia
Kefka é o vilão que representa Final Fantasy VI em Dissidia Final Fantasy, onde os deuses Cosmos e Chaos estão lutando uma guerra cósmica pelo controle, com Kefka do lado do Chaos. Como revelado em sua prequela Dissidia 012 Final Fantasy, Kefka controlou Terra enquanto ela era uma guerreira do Chaos até Kuja enfraquecer seu feitiço, permitindo que Terra escapasse e se tornasse um guerreiro do Cosmos com a ajuda de Vaan. Durante os eventos de Dissidia, Kefka se alia à Cloud of Darkness para trazer Terra de volta para o lado deles, para que ele possa usar seus poderes de Esper para satisfazer seus desejos destrutivos. No entanto, dominando seus poderes, Terra derrota Kefka para obter seu cristal. Após a morte de Cosmos, Kefka rompe seus laços com os outros vilões e começa seu próprio esquema para se tornar o governante do mundo arruinado antes de finalmente ser despachado para sempre. Kefka recebeu uma quantidade considerável de trabalho e mudanças de acordo com o produtor Tetsuya Nomura e o diretor de planejamento Mitsunori Takahashi. O tradutor Tom Slattery, que trabalhou em Final Fantasy VI Advance para o Game Boy Advance, gostava de escrever novos diálogos para Kefka. O diretor Takahashi Mitsunori disse que sentiu que o desenvolvimento de ataques de Kefka como "magia reversa" era similar ao desenvolvimento dos ataques recorrentes de Gilgamesh, e que a equipe gostou de fazer um brainstorming sobre os movimentos. O dublador japonês de Kefka, Shigeru Chiba, improvisou várias frases, incluindo palavras de frutos do mar como "Pike!" "Yellowtail!" Kefka retorna novamente no terceiro título, Dissidia Final Fantasy NT, lutando como um campeão do Spiritus.

#### Outros
Kefka faz aparições em Itadaki Street Portable, Theatrhythm Final Fantasy e Final Fantasy: All the Bravest como um antagonista. Ele também aparece como um vilão em um jogo de cartas de rede social GREE chamado "Final Fantasy Artniks", onde os jogadores devem compartilhar informações para encontrar e derrotar Kefka para ganhar recompensas. No trailer da atualização do Patch 4.2 de Final Fantasy XIV Online, foi revelado que Kefka seria o chefe final do Sigmascape - a segunda fase de um ataque apresentado como parte da expansão Stormblood 4.0. Da mesma forma, esta nova fase também se baseia fortemente em temas e inimigos de Final Fantasy VI.

## Análise
O desenvolvedor de videogames da Konami, Tomm Hulett, descreveu Kefka como um vilão puro, afirmando que "Diferentemente da maioria das histórias japonesas, Kefka não tem tons de cinza. Ele não tem um passado trágico que o transformou em um palhaço sádico. "Ele não tinha um propósito maior que ele perdeu de vista, mas, ao mesmo tempo, ele não era 'malvado pelo mal'. Havia algo torcido e desagradável dentro dele que FAZIA-O daquele jeito... e você podia sentir isso... mas você também sabia que não havia nada de bom lá." Que ele é um vilão central de todo o mundo. O jogo também serve para intensificar a fixação negativa de um jogador a ele. Em uma análise de Final Fantasy VI Advance, a IGN afirmou que "é o niilista Kefka que realmente se destaca. O vilão mais maligno e destrutivo de toda a franquia Final Fantasy, a brutalidade e crueldade de Kefka é incomparável e ele tem que ser Acredita-se para ser acreditado." IGN também observou sua capacidade de "bater em temores primordiais, instintivos", incluindo o medo de palhaços. CNet em sua própria análise descreveu-o como "a estrela incomparável do show... ele é o tipo de vilão que você vai amar odiar", comparando-o com o retrato de Jack Nicholson do Coringa e chamando sua risada de um dos maiores efeitos sonoros em qualquer videogame. Kotaku chamou Kefka de o maior vilão de videogames de todos os tempos, e tentou explicar o fascínio duradouro dos jogadores ao notar que ele inspira tal ódio que, quando seus planos malignos são finalmente frustrados, a sensação de alegria da vitória é muito maior. GameSpy comparou a forma final de Kefka como uma representação de Lúcifer, destacada por seu poderoso ataque "Fallen Angel". Outra teoria postulada pela GameSpot é que a intensa reação a Kefka decorre do fato de que ele é um dos poucos vilões em Final Fantasy, ou qualquer outro jogo que tenha sucesso em seu plano mestre antes de ser derrotado.

## Impacto cultural

### Mercadoria
Em 2006, Kefka foi transformado em um brinquedo na linha Final Fantasy Master Creatures. A figura é 6 "de altura a partir da parte inferior da base, representando a sua forma final da conclusão do jogo. Um boneco de Kefka em sua forma humana também foi criado por Tomopop. Um álbum de música de Final Fantasy VI intitulado "Kefka's Domain" foi lançado em 1 de julho de 1994. Uma estatueta foi criada de Kefka para "Final Fantasy Creatures Kai Volume 5" da Square Enix em 2012.

### Recepção
"Eu gosto dos chefões m.us Mal podre ao núcleo. Envenenar o abastecimento de água de uma aldeia pacífica e depois rir como uma menina da escola. Destruir o mundo com um enorme raio de morte espiritual só porque você não gostou da maneira como olharam para você. Enrole toda a sua raiva e solte-a, entregando a frase: "Odeio odeio odeio odeio odeio odeio odeio!" e depois ainda fique com raiva." —Eric Fenstermaker, fã de Kefka, escrevendo para o GameSpot.
Em uma edição do "Reader's Choice" do "Top Ten Video Game Villains" da GameSpot, Kefka ficou em primeiro lugar, afirmando que "Kefka superou muitas de suas listas, como o vilão que deu a Sephiroth uma corrida por seu dinheiro no departamento de status. Você ama e odeia Kefka, mas você certamente acha que ele é tão mal quanto o mal." Em um artigo similar, a batalha contra Kefka foi votada pelos leitores como uma das dez melhores dos videogames; A equipe da GameSpot observou que "Kefka é um dos dois chefes que venceram a votação por escrito, o que significa que ele não estava na nossa lista principal de indicados. Isso significa que ele é um favorito sério."
A Nintendo Power nomeou Kefka como o melhor vilão a aparecer nos consoles da Nintendo em 1994, ficando acima do King K. Rool, de Donkey Kong Country, e do Carnage, da Marvel Comics. Eles novamente o apresentaram em sua edição de janeiro de 2010, classificando-o como seu terceiro vilão favorito da Nintendo. Ele também ficou em terceiro lugar na seção "Our Favorite Villains", de seu artigo "250 razões para amar a Nintendo". Ele foi descrito como "Um palhaço insano e impiedoso com poderes divinos que quer destruir tudo e todos (e chega assustadoramente perto de alcançar seu objetivo), Kefka é absolutamente mau." [43] UGO.com o nomeou o terceiro em seu artigo "Top 25 Personagens de RPG japoneses", afirmando "Insano, niilista e cruel, Kefka não é um mistério reservado como outros vilões de Final Fantasy - em vez disso, ele está em sua cara o tempo todo, fazendo coisas sujas só para dizer que ele fez. Digital Spy afirma que ele causou alguns dos momentos mais surpreendentes da série Final Fantasy, quando ele destruiu o mundo. O IGN classificou-o em sexto na lista dos "25 melhores" personagens de Final Fantasy de todos os tempos, observando que vários fatores, como seu diálogo e aparência, contribuíram para sua memorização como personagem, em uma edição "Reader's Choice". do artigo ele colocou em oitavo lugar, com comentários similares. Ele também ficou em 18º lugar na lista "Top 100 Videogame Villains" da IGN. O GamePro classificou-o como o 33º no top 47 dos mais diabólicos vilões de videogames de todos os tempos, citando tanto seu "genocídio" quanto sua escravização do Terra. A GamesRadar classificou-o como o mais "vilão dos bandidos", afirmando que, quando comparado com Kefka, o antagonista de Final Fantasy VII, Sephiroth, parece tão interessante quanto um contador morto pintado de marrom. Eles também o compararam ao antagonista de Batman, o Coringa, elogiando-o por sua ambição vilã e sua risada. A GameSpy declarou que Kefka é possivelmente o maior vilão de videogames de todos os tempos.